# Jordi Bolena
Jordi Bolena —George Boleyn (anglès)— Vescomte Rochford, c. 1504 – 17 de maig de 1536, va ser un noble anglès del segle xvi. Fill de Tomàs Bolena i d'Isabel Howard, germà de Maria Bolena i d'Anna Bolena. Involucrat en el judici a la seva germana Anna, va ser arrestat al maig de 1536 i acusat d'haver comès incest amb ella. Va morir decapitat el 1536.
Si bé la seva família tenia certa influència en la cort anglesa de la dinastia Tudor, ja que els Howard eren una prominent família noble i el seu oncle era el duc de Norfolk, aquesta es va accentuar a causa de l'ascens de la seva germana Maria a la categoria d'amant d'Enric VIII i, més endavant, al voltant de 1526 o 1527, quan la seva altra germana, Anna, va casar amb el Rei, després del seu qüestionat divorci de Caterina d'Aragó.
Se sap que al voltant de 1536, havia estat nomenat membre de la cambra reial (Privy chamber), mentre que el seu pare Tomàs exercia de canceller del segell, (Lord Privy Seal o Lord Keeper of the Privy Seal), ambdós càrrecs (Privy) són molt importants en la cort anglesa a causa de la seva proximitat amb el Rei.
Més endavant, quan Enric VIII va decidir desfer-se de la seva segona consort degut, probablement, a què aquesta no li havia donat cap fill marculí, la va acusar d'haver comès adulteri i incest, per la qual cosa va ser condemnada a morir decapitada.
Bolena va prendre partit per la seva germana i va ser acusat, al seu torn, de cometre incest amb ella. Igual que Anna Bolena, va ser empresonat a la Torre de Londres i decapitat, juntament amb altres acusats de diversos crims.
Els partidaris de la reina Anna Bolena sostenien que tots els càrrecs van ser preparats per a afavorir a Enric VIII, que buscava desfer-se de la seva esposa a fi de contreure matrimoni amb Jane Seymour i assolir un hereu masculí per a la corona.
D'acord amb la biografia novel·lada Anna Bolena, escrita per Evelyn Anthony (1958), Jordi sempre havia mantingut una afectuosa i estreta relació amb la seva germana i va ser el seu suport moral durant la crisi que va precedir la seva caiguda, a pesar de saber que d'aquesta manera s'autocondemnava. En aquesta mateixa obra, com en moltes altres, s'afirma que la seva esposa Jane Parker, gelosa durant anys del vincle entre el seu marit, amb qui sostenia una tibant relació, i la seva cunyada, va ser una de les acusadores, presentant-se com a testimoni de l'incest. No obstant això, no existeixen proves documentades d'aquesta última afirmació.